# Тошихиде Масукава
Тошихиде Масукава (или Маскава) (јап. 益川 敏英; Нагоја, 7. фебруар 1940 — Кјото, 23. јул 2021) био је јапански теоријски физичар, који је 2008. године, заједно са Макотом Кобајашијем, добио Нобелову награду за физику „за откриће порекла нарушене симетрије која предвиђа постојање најмање три фамилије кваркова у природи”.